# Zabukovica
Zabukovica – wieś w Słowenii, w gminie Žalec. W 2018 roku liczyła 976 mieszkańców.